# Ackersegen
Ackersegen ist eine deutsche Speisekartoffel. Sie wurde 1929 von Georg Friedrich Böhm aus Groß-Bieberau, aus den Sorten Hindenburg und Allerfrühste Gelbe gezüchtet.

## Beschreibung
Ackersegen ist reich- und weißblühend, die rundovale Knolle ist mittelgroß bis groß, die Schale glatt bis benetzt und ockergelb, sie hat flache Augen. Die Fleischfarbe der Kartoffel ist hellgelb bis gelb, der Geschmack wird als buttrig bis würzig bezeichnet. Die Sorte ist mehlig- bis festkochend und universell als Püree-, Back- und Salzkartoffel verwendbar. Die Kartoffel reift spät und ist ertragreich. Ackersegen ist als problemlose Haushalts- und Futterkartoffel bekannt.
Im Deutschen Bundessortenamt ist die Sorte gelistet mit der Kenn-Nummer K 45.
Auf Antrag von Karsten Ellenberg ist Ackersegen seit 2011 als Erhaltungssorte in Deutschland zugelassen.